# Aeroportul Municipal Mount Pleasant
Aeroportul Municipal Mount Pleasant (IATA: MOP, ICAO: KMOP, FAA LID: MOP) este un aeroport din Michigan, Statele Unite ale Americii ce deservește zona Mount Pleasant. Aeroportul a fost tranzitat în 2019 de 42 de pasageri. A fost deschis în 1940 și numit după zona deservită.
Situat la o altitudine de 230 m, aeroportul dispune de 2 piste.

## Infrastructură

### Piste
Aeroportul dispune de 2 piste. Pista 05/23 are suprafața de Iarbă și dimensiunile 2.502 picioare × 160 picioare. Pista 09/27 are suprafața de asfalt și dimensiunile 5.000 picioare × 100 picioare. 